# یوناس ادمان
یوناس ادمان (انگلیسی: Jonas Edman؛ زادهٔ ۴ مارس ۱۹۶۷) تیرانداز اهل سوئد بود.